# Cantón de Castres-Este
El cantón de Castres-Este era una división administrativa francesa, que estaba situada en el departamento de Tarn y la región de Mediodía-Pirineos.

## Composición
El cantón estaba formado por una fracción de la comuna que le daba su nombre:
- Castres (fracción)

## Supresión del cantón de Castres-Este
En aplicación del Decreto n.º 2014-170 de 17 de febrero de 2014, el cantón de Castres-Este fue suprimido el 22 de marzo de 2015 y la fracción de la comuna que le daba su nombre se unió con las demás fracciones para que, por medio de una reestructuración cantonal, fueran creados los nuevos cantones de Castres-1, Castres-2 y Castres-3.